# Předávání odsouzených
Předávání odsouzených je jedním z poddruhů mezinárodní justiční spolupráce v trestních věcech, resp. specifickým případem předávání výkonu rozhodnutí v trestních věcech. Jeho podstatou je předání pravomocně odsouzeného cizince, který vykonává trest odnětí svobody v odsuzujícím státě (zpravidla stát, na jehož území cizinec spáchal trestný čin), k výkonu, resp. k pokračování ve výkonu tohoto trestu do státu, jehož je předmětný cizinec státním občanem nebo na jehož území má trvalý či dlouhodobý pobyt nebo jiné silné sociální vazby. Účelem tohoto institutu je usnadnit resocializaci odsouzeného.
Předávání odsouzených je upraveno v řadě mezinárodních smluv, zejména pak v Úmluvě o předávání odsouzených osob (Štrasburk, 21. března 1983; v České republice publikována pod č. 553/1992 Sb.), sjednané v rámci Rady Evropy. Jejími smluvními stranami je však i řada mimoevropských států.
Z mediálně známých případů lze jmenovat např. předání odsouzených Radka Hanykovicse a Emila Novotného z Thajska do České republiky.